# Macédoine du Nord aux Jeux olympiques
La Macédoine du Nord a participé à 6 Jeux d'été et à 6 Jeux d'hiver Le pays n'a gagné que 2 médailles, en bronze gagné en lutte aux Jeux olympiques de 2000 par Mogamed Ibragimov ,en argent gagné en taekwondo aux Jeux olympiques de 2020 par Dejan Georgievski.

## Histoire
De sa première participation en 1996 et jusqu'à 2018, le pays participe sous le nom d'Ancienne république yougoslave de Macédoine, dénommée Former Yugoslav Republic of Macedonia en anglais.

## Tableau des médailles

### Par année
| Année               | Athlètes | Médaille d'or, Jeux olympiques | Médaille d'argent, Jeux olympiques | Médaille de bronze, Jeux olympiques | Total | Rang |
| Atlanta 1996        | 11       | 0                              | 0                                  | 0                                   | 0     | -    |
| Sydney 2000         | 10       | 0                              | 0                                  | 1                                   | 1     | 71e  |
| Athènes 2004        | 10       | 0                              | 0                                  | 0                                   | 0     | -    |
| Pékin 2008          | 7        | 0                              | 0                                  | 0                                   | 0     | -    |
| Londres 2012        | 4        | 0                              | 0                                  | 0                                   | 0     | -    |
| Rio de Janeiro 2016 | 6        | 0                              | 0                                  | 0                                   | 0     | -    |
| Tokyo 2020          | 8        | 0                              | 1                                  | 0                                   | 1     | 77e  |
| Total               | 56       | 0                              | 1                                  | 1                                   | 2     |      |

| Année               | Athlètes | Médaille d'or, Jeux olympiques | Médaille d'argent, Jeux olympiques | Médaille de bronze, Jeux olympiques | Total | Rang |
| Nagano 1998         | 3        | 0                              | 0                                  | 0                                   | 0     | -    |
| Salt Lake City 2002 | 2        | 0                              | 0                                  | 0                                   | 0     | -    |
| Turin 2006          | 3        | 0                              | 0                                  | 0                                   | 0     | -    |
| Vancouver 2010      | 3        | 0                              | 0                                  | 0                                   | 0     | -    |
| Sotchi 2014         | 3        | 0                              | 0                                  | 0                                   | 0     | -    |
| Pyeongchang 2018    | 3        | 0                              | 0                                  | 0                                   | 0     | -    |
| Pékin 2022          | 3        | 0                              | 0                                  | 0                                   | 0     | -    |
| Total               | 20       | 0                              | 0                                  | 0                                   | 0     |      |

### Par sport
| Place | Sport     | Médaille d'or, Jeux olympiques | Médaille d'argent, Jeux olympiques | Médaille de bronze, Jeux olympiques | Total |
| 1     | Taekwondo | 0                              | 1                                  | 0                                   | 1     |
| 2     | Lutte     | 0                              | 0                                  | 1                                   | 1     |
| Total | Total     | 0                              | 1                                  | 1                                   | 2     |